# Uclesia fumipennis
Uclesia fumipennis är en tvåvingeart som beskrevs av Girschner 1901. Uclesia fumipennis ingår i släktet Uclesia och familjen parasitflugor. Inga underarter finns listade i Catalogue of Life.